# Bartoušov
Bartoušov (německy Pattersdorf) je obec v okrese Havlíčkův Brod v Kraji Vysočina. Leží 6 km jihovýchodně od města Havlíčkův Brod, 21 kilometrů severně od Jihlavy a 105 kilometrů jihovýchodně od Prahy. Žije zde 196 obyvatel.

## Název
Název se vyvíjel od varianty Partuzchdorf (1281), Barthuscdorf (1303), Bartusdorf (1308), Bartuschdorf (1350), v Bartossow (1576), Portesdorff (1654), Patersdorf (1787) až k tvarům Pattersdorf a Bartossow v roce 1843. Místní jméno znamenalo Bartoušův (dvůr).

## Historie
První písemná zmínka o obci pochází z roku 1281, kdy dal Wernher, německobrodský rychtář Henningovi Schutweinovi do užívání štolu v Partuzchdorf minori (tj. Malém Bartoušově). Roku 1303 se vesnice stala součástí panství v Pohledu. V jeho majetku zůstala až do počátku 18. století, kdy přešla do majetku panství Štoky-Střítež. V roce 1755 koupil Bartoušov od Mořice Adolfa Karla Saského Josef Karel Palm-Gundelfingen. V držení tohoto rodu zůstal Bartoušov do roku 1841. Tehdy jej koupil Karel Antonín Hohenzollern-Sigmaringen. Do roku 1848 byla většina obyvatel německé národnosti. Kolem roku 1947 bylo 32 rodin s německou národností násilně odsunuto a jejich majetek byl přidělen českým dosídlencům.
V letech 1869–1910 nesla název Bartošov. V letech 1961–1976 byl Bartoušov součástí obce Mírovka, od 30. dubna 1976 do 23. listopadu 1990 součástí města Havlíčkova Brodu, od 24. listopadu 1990 je samostatnou obcí.

## Přírodní poměry
Západní hranicí katastru protéká řeka Šlapanka, samotnou obcí protéká bezejmenný potok s řadou rybníků, který se západně od obce vlévá do Šlapanky. Jižně od obce se nachází Bartoušovský rybník, jímž protéká bezejmenný tok, který se vlévá do Šlapanky. U tohoto rybníka se nachází nejvyšší bod katastru o nadmořské výšce 486 metrů.

## Obyvatelstvo
Podle sčítání 1930 zde žilo v 56 domech 338 obyvatel. 136 obyvatel se hlásilo k československé národnosti a 201 k německé. Žilo zde 323 římských katolíků a 14 příslušníků Církve československé husitské.
| Rok            | 1869 | 1880 | 1890 | 1900 | 1910 | 1921 | 1930 | 1950 | 1961 | 1970 | 1980 | 1991 | 2001 | 2011 | 2021 |
| -------------- | ---- | ---- | ---- | ---- | ---- | ---- | ---- | ---- | ---- | ---- | ---- | ---- | ---- | ---- | ---- |
| Počet obyvatel | 266  | 261  | 276  | 277  | 252  | 264  | 338  | 243  | 248  | 221  | 183  | 148  | 152  | 175  | 155  |
| Počet domů     | 40   | 40   | 42   | 42   | 42   | 45   | 56   | 57   | 61   | 58   | 60   | 65   | 66   | 74   | 76   |

## Pamětihodnosti
- Vyvrácený křížový kámen

## Galerie

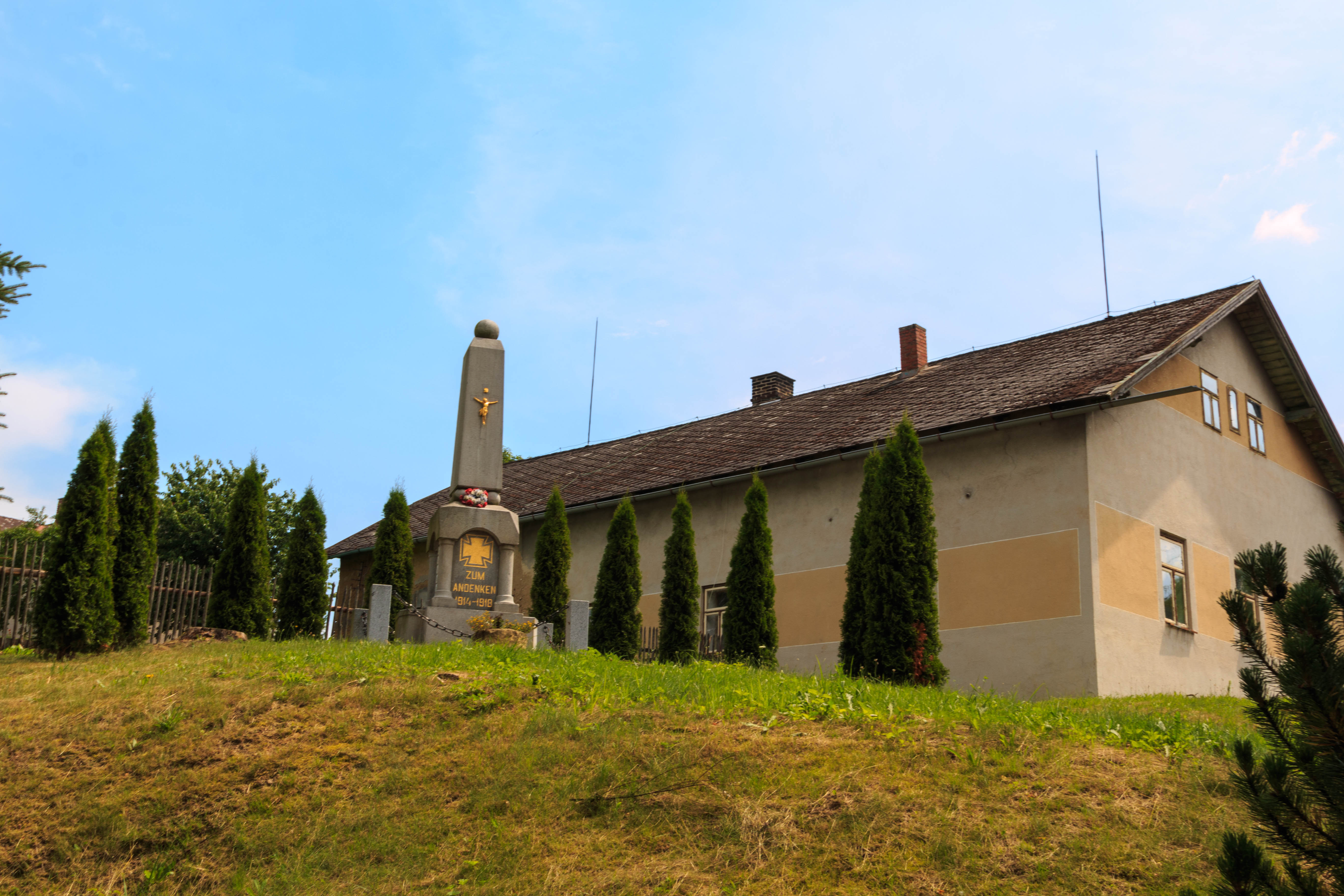
Pomník padlých
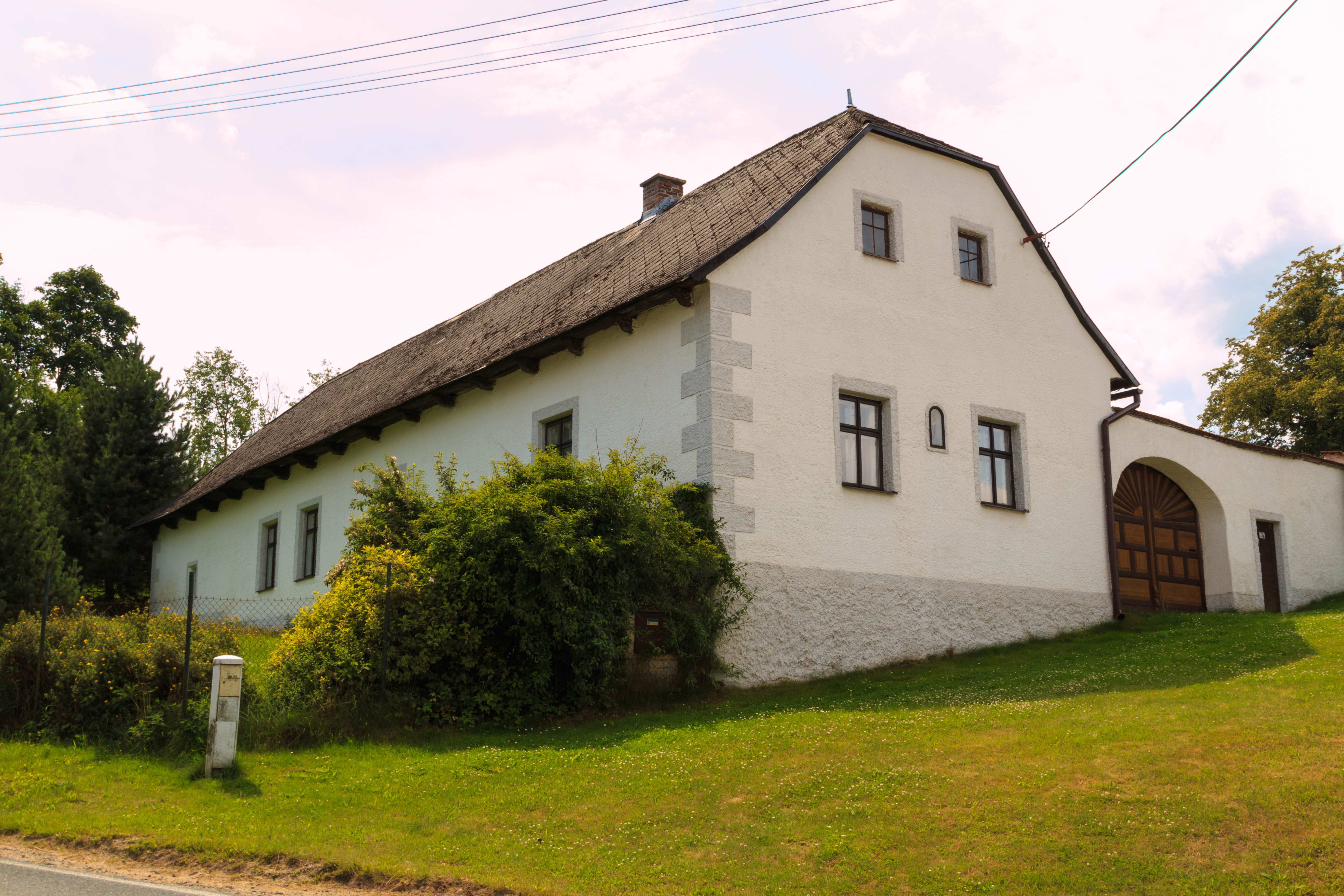
Čp. 21
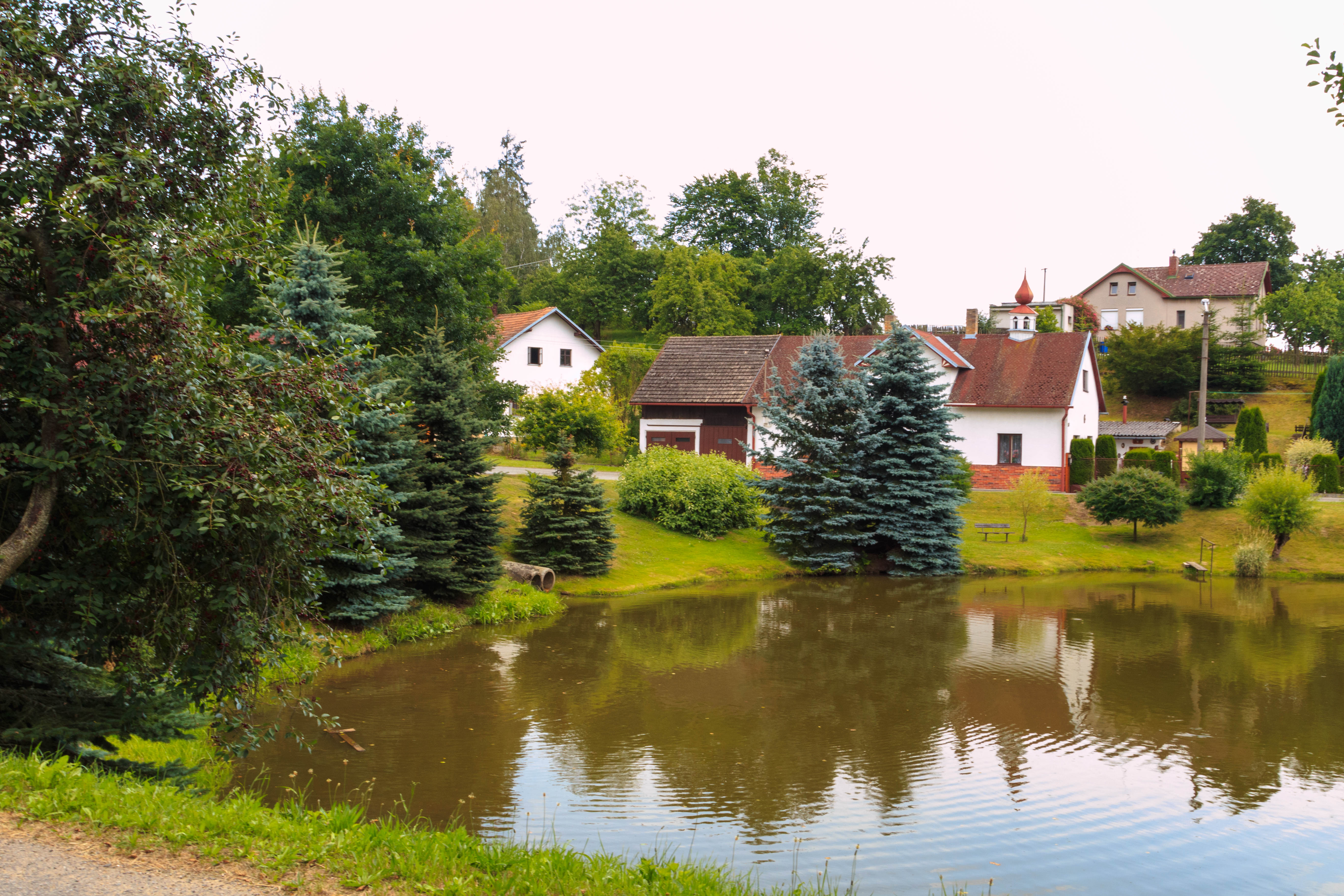
Čp. 26
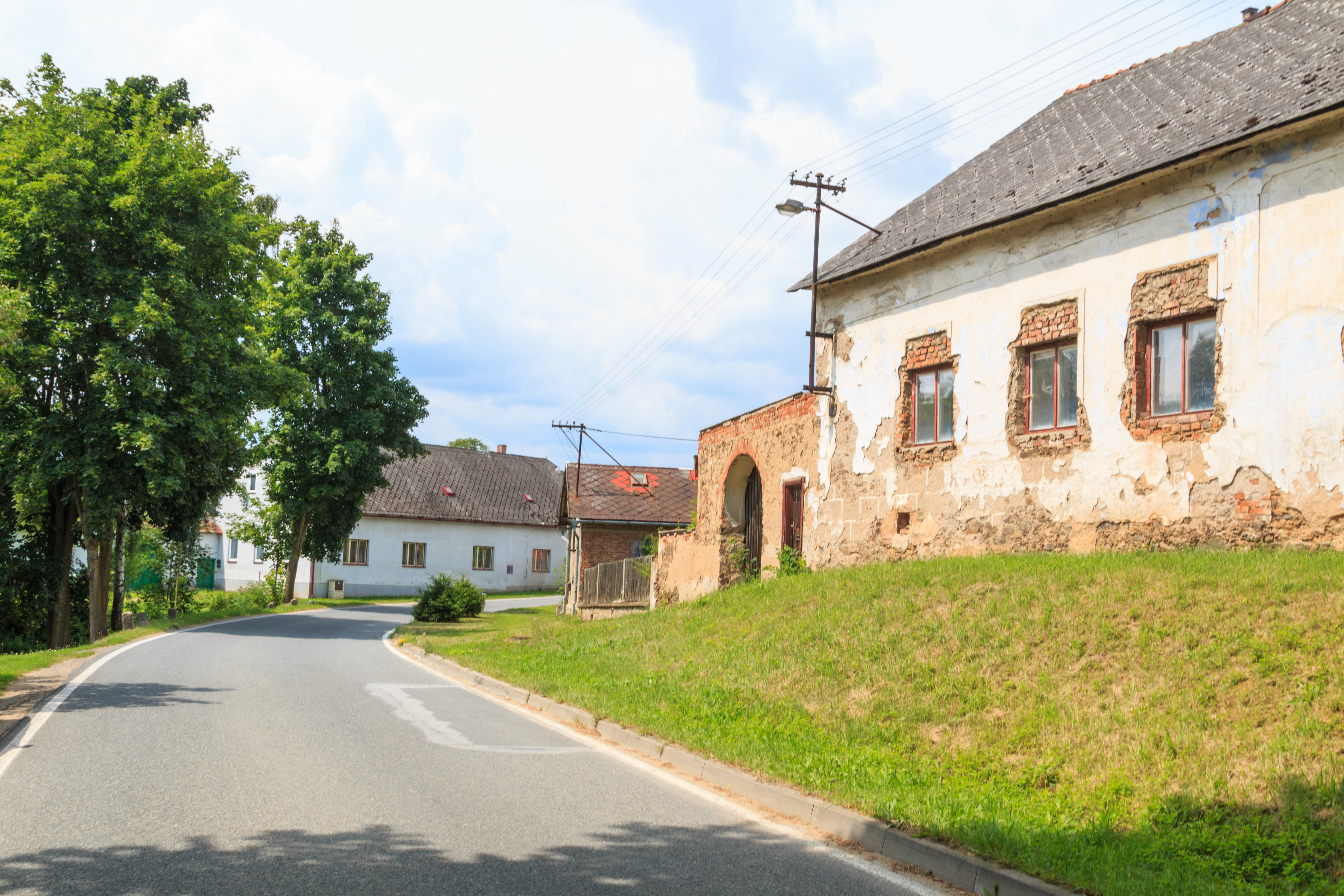
Čp. 18